# Serpulidae
I Serpulidae Rafinesque, 1815 sono una famiglia di anellidi policheti.

## Tassonomia
L'ordine al febbraio 2023 comprende le seguenti tre sottofamiglie, più altre due accettate come sinonimi e una sostituita:
- Filograninae Rioja, 1923
- Serpulinae Rafinesque, 1815
- Spirorbinae Chamberlin, 1919